# TVLM513-46546

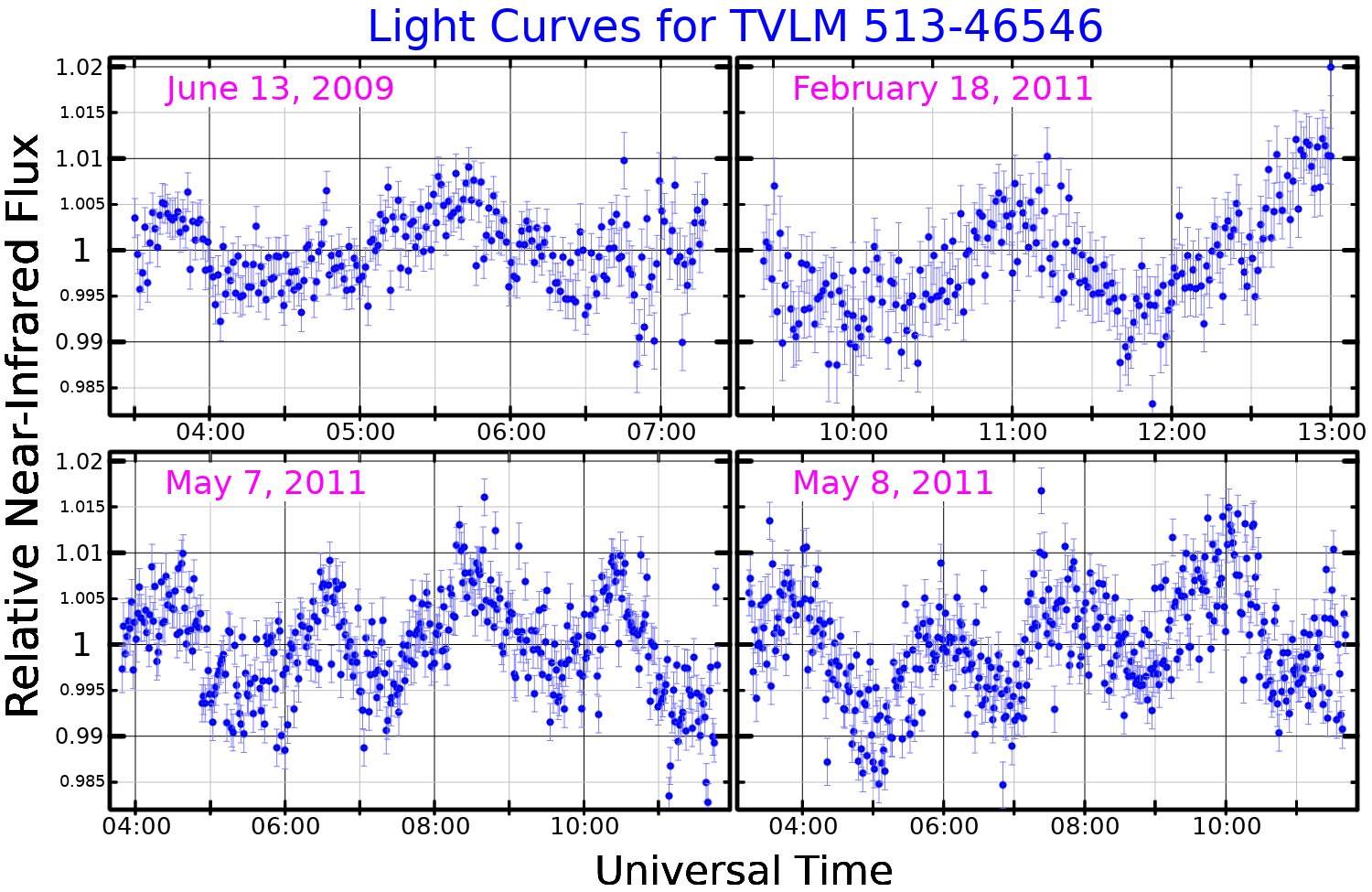
Lichtkromme van TVLM513-46546

TVLM513-46546 is een rode dwerg met een spectraalklasse van M8.5V. De ster bevindt zich 35,01 lichtjaar van de zon.